# Schweizer Ehrenperle Kultur
Die Schweizer Ehrenperle Kultur ist eine vom Schweizer Kulturfernsehen ARTTV seit 2005 sporadisch vergebene Ehrung an Kulturvermittler.
Besonderes Merkmal der Preisträger ist, dass diese mit wenig finanziellen Mitteln oder trotz der peripheren Lage eines Kulturortes für ihre Institution oder Kultursparte eine grosse Wirkung in der Öffentlichkeit erzielen.

## Bisherige Preisträger
- 2005: Konrad Bitterli: Zur Zeit der Ehrung war er Kurator am Kunstmuseum St. Gallen. Er trat dort seine Stelle 1998 an und war ab 2009 auch der stellvertretender Direktor des Hauses. Seit 2017 ist er Direktor vom Kunst Museum Winterthur.[1]
- 2006: Elisabet Grossmann, zur Zeit der Ehrung Direktorin Haus Konstruktiv
- 2007: Eckhard Scheider, zur Zeit der Ehrung Direktor des Kunsthauses Bregenz
- 2008: Sabine Schaschl: Die vierte Ehrenperle[2] ging an Sabine Schaschl, damals Direktorin von Kunsthaus Baselland, heute Direktorin vom Haus Konstruktiv in Zürich. Schaschl gehört zahlreichen Jurys und Kommissionen in der Schweiz und im Ausland an. Für ihre kuratorische Arbeit erhielt sie neben der Ehrenperle mehrere Auszeichnungen, u. a. 2013 den Award Landis & Gyr, London, 2010 den Chevalier de l’ordre des Arts et des Lettres, Republik Frankreich, 2009 den Eidgenössischen Preis für Kunsträume, Bundesamt für Kultur, Bern und 2007 den Swiss Art Award: Eidgenössischer Preis für Kunst- und Kunstvermittlung, Bundesamt für Kultur, Bern.
- 2009: Madeleine Hirsiger: Von 1979 bis 1984 war sie die erste Frau von SF DRS im Bundeshaus. Für die Tagesschau verfasste sie Reportagen über Kinofilme, die Solothurner Filmtage, die Festivals Locarno, Cannes und Venedig. 1986 wurde sie auf Vorschlag von Alex Bänninger, Leiter von Kultur und Gesellschaft beim Deutschschweizer Fernsehen zur Leiterin der Redaktion Kino ernannt. Ab 2004 war sie zuständig für die Redaktion Spielfilme, Fernsehfilme und Dokumentarfilme des Pacte de l’audiovisuel.[3] Madeleine Hirsiger war eine Vorkämpferin für eine starke Präsenz des Schweizer Film in den Medien.
- 2010: Gabriela Bussmann und Jean Perret, die beiden leiteten von 1995 bis 2010 das Festival Visions du Réel. Sie schufen im Festivalprogramm den Begriff Dokumentarfilm ab, weil er der heutigen Formenvielfalt in diesem Genre nicht mehr gerecht werde. 2012 gründete Gabriela Bussmann die GoldenEggProduction, um Projekte insbesondere auch von jungen Filmemachern zu entwickeln.
- 2011: Francine Brücher, zur Zeit der Ehrung war Francine Brücher Mitarbeiterin von Swiss Films. Die Ehrung erfolgte für ihre langjährige Promotions- und Vermittlungsarbeit im Dienst des Schweizer Films
- 2014: Margrit Bürer: Die Vorsteherin des Amts für Kultur hat im kleinen Appenzell Ausserrhoden die Vielfalt des kulturellen Schaffens an die Oberfläche befördert. 2008 übernahm sie den Aufbau des neu gegründeten Amts für Kultur. Dabei hat sie das Kulturmagazin Obacht Kultur ins Leben gerufen. Auch die Kulturlandsgemeinde hat Bürer in den vergangenen Jahren eng begleitet. Der jährliche Anlass existierte bei ihrer Ankunft bereits als «kleine Kulturlandsgemeinde», die von Karin Bucher und Peter Surber ins Leben gerufen worden war. «Ich fand, das Format sollte mehr Gewicht erhalten», so Bürer. Deshalb schlug sie dem Regierungsrat vor, den Anlass im Rahmen des Regierungsprogramms offiziell zu unterstützen.
- 2018: Barbara Zürcher: Im Jahr 2017 feierte sie ihr 10-jähriges Jubiläum als Kuratorin für das Haus für Kunst im Urner Hauptort Altdorf. 2007 übernahm sie das Amt von ihrem Vorgänger Peter Stohler. Zwei Jahre danach wurde das Haus für Kunst um einen Anbau erweitert: 2009 kam der Danioth-Pavillon dazu, in dem primär Werke des Urner Künstlers Heinrich Danioth gezeigt werden. 2015 erhielt Zürcher ein Stipendium der Kulturstiftung von Landis+Gyr und weilte sechs Monate in London.[4]
- 2018: Josef Schuler, war zur Zeit der Ehrung Kulturamt-Leiter des Kantons Uri. Er steht exemplarisch dafür, was ein engagierter Amtsvorsteher für eine Kulturlandschaft bewirken kann. Schuler hat es verstanden, für die Laienkultur genauso viel Leidenschaft aufzubringen, wie für das professionelle Kulturschaffen.